# Старе Жуковиці
Старе Жуковиці (пол. Stare Żukowice) — село в Польщі, у гміні Ліся Ґура Тарновського повіту Малопольського воєводства.
Населення — 1822 особи (2011).
У 1975-1998 роках село належало до Тарновського воєводства.

## Демографія
Демографічна структура станом на 31 березня 2011 року:
|          | Загалом | Допрацездатний вік | Працездатний вік | Постпрацездатний вік |
| -------- | ------- | ------------------ | ---------------- | -------------------- |
| Чоловіки | 910     | 214                | 615              | 81                   |
| Жінки    | 912     | 203                | 527              | 182                  |
| Разом    | 1822    | 417                | 1142             | 263                  |